# Râul Codor
Râul Codor este un curs de apă, afluent al râului Someș. 

## Hărți
- Harta județului Cluj